# Alagòmids
Els alagòmids (Alagomyidae) són una família de rosegadors del Paleocè i Eocè d'Àsia i Nord-amèrica (McKenna i Bell, 1997). Els alagòmids han estat identificats com els rosegadors més basals, separat dels avantpassats comuns de les formes vivents (Meng et al., 1994). A causa de la seva posició filogenètica i la seva morfologia dental conservadora, els alagòmids han tingut un paper clau en les investigacions dels orígens i les relacions dels rosegadors (Meng et al., 1994; Meng i Wyss, 2001).